# Stiftung Warentest
Die Stiftung Warentest ist eine gemeinnützige deutsche Verbraucherorganisation und die mit Abstand bekannteste Stiftung in Deutschland. Sie ist eine rechtsfähige Stiftung des bürgerlichen Rechts. Aufgrund eines staatlichen Auftrags, vertreten durch den Bundesminister für Wirtschaft, und gefördert mit Steuermitteln untersuchen und vergleichen ihre Mitarbeiter Waren und Dienstleistungen verschiedener Anbieter. Sie hat ihren Sitz am Lützowplatz im Berliner Ortsteil Tiergarten, Bezirk Mitte.
Das Verbrauchermagazin (Zeitschrift) Stiftung Warentest gehört neben der Zeitschrift Stiftung Warentest Finanzen und dem Internetauftritt test.de zu den drei Marken der Verbraucherorganisation Stiftung Warentest.

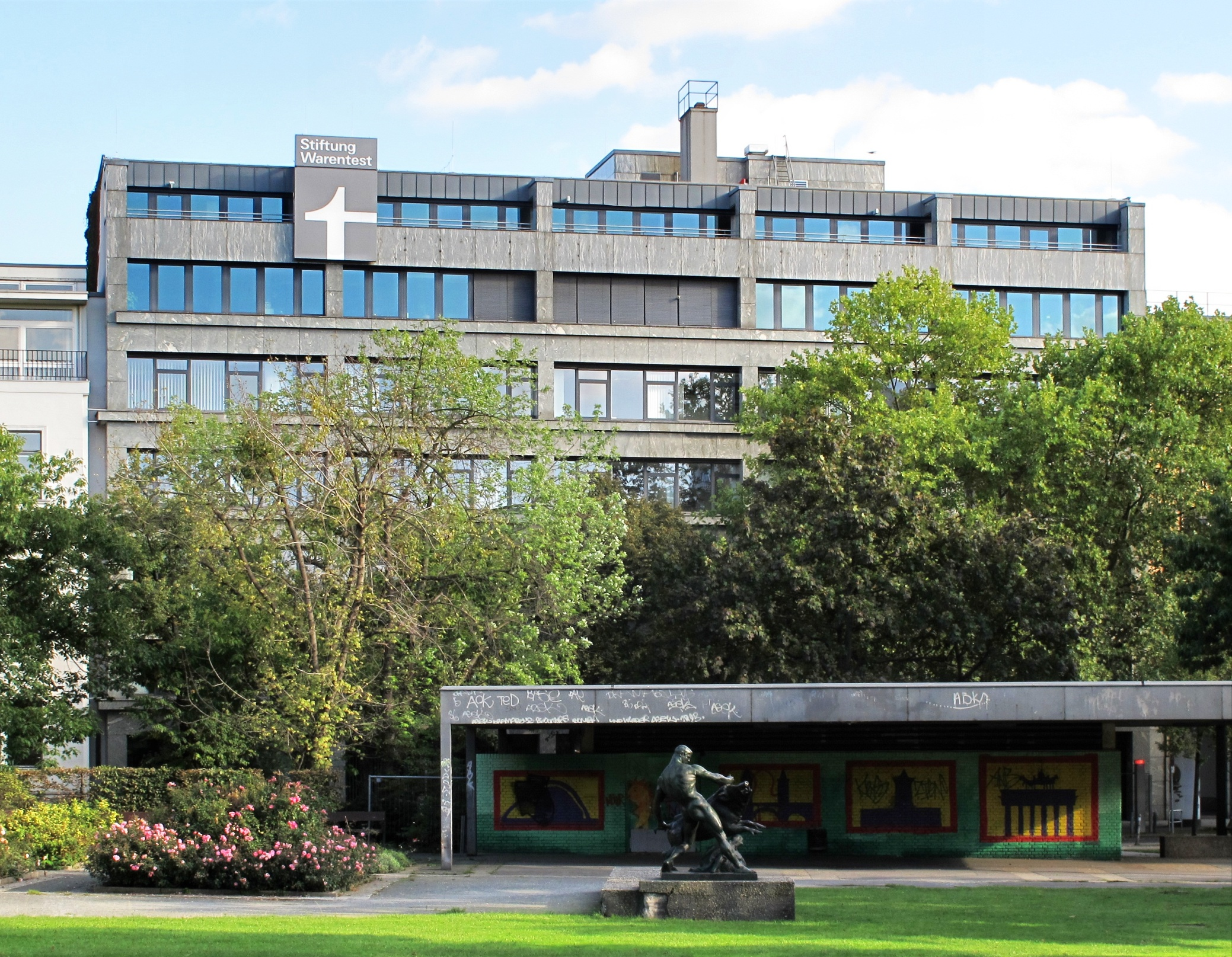
Stiftung Warentest am Lützowplatz in Berlin

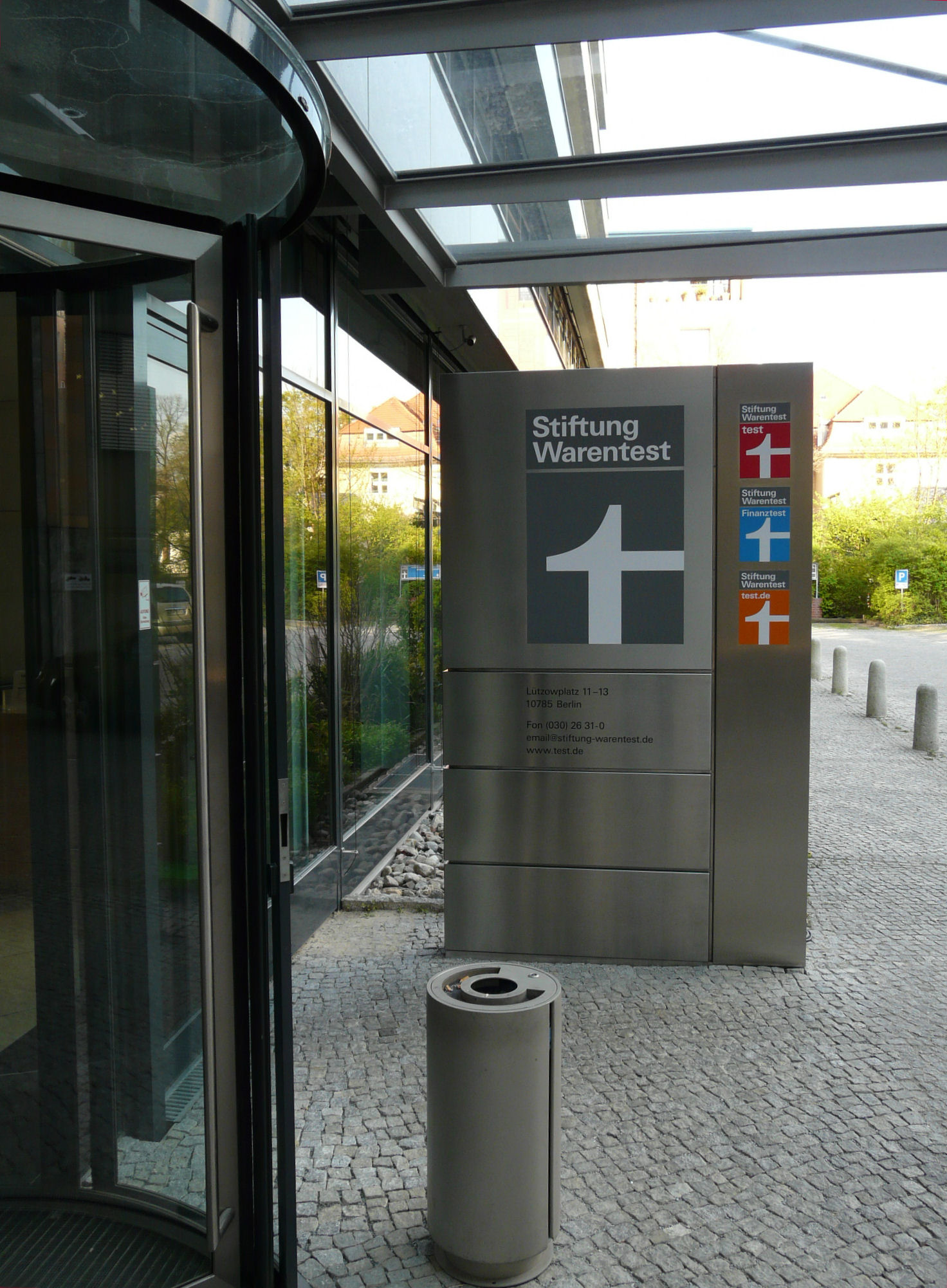
Vor dem Haupteingang der Stiftung Warentest

## Unternehmen

### Geschichte

#### Gründung
Die Gründung einer Organisation für Warentests wurde nach jahrelangen Diskussionen und der Regierungserklärung von Bundeskanzler Konrad Adenauer vom 9. Oktober 1962 am 16. September 1964 durch die Bundesregierung beschlossen. Die Stiftung Warentest wurde schließlich am 4. Dezember 1964 durch die Bundesrepublik Deutschland, vertreten durch Bundeswirtschaftsminister Kurt Schmücker, als selbstständige rechtsfähige Stiftung bürgerlichen Rechts errichtet und ist als solche hauptsächlich operativ tätig.
Die staatliche Gründung des Warentest-Instituts markierte laut dem Historiker Kevin Rick am Anfang der 1960er Jahre einen Paradigmenwechsel in der Verbraucherpolitik. Die Regierung griff mit dem staatlichen Auftrag unmittelbar in den Markt der Verbraucherinformationen ein und machte mit der Stiftung deutlich, dass sie die damals stärkste Verbraucherorganisation – die Arbeitsgemeinschaft der Verbraucherverbände, Vorgänger des heutigen vzbv – nicht als legitime Interessenvertretung der Konsumenten betrachtete. Dies lässt sich vor allem anhand der regierungsinternen Bezeichnung der Stiftung Warentest als „zweitbeste Lösung“ ableiten: Die optimale Lösung wäre gewesen, wenn ein solches Institut durch eine neutrale Verbraucherorganisation gegründet worden wäre. Da es die in der Bundesrepublik aber nicht gebe, so argumentierte man beim Wirtschaftsministerium, müsse der Staat den schwachen Konsumenten helfen.

#### Entwicklung
1966 wurde das erste test-Heft mit einer Auflage von 210.000 Exemplaren verkauft. Im April 1967 kam es zu einem massiven Einbruch der Verkaufszahlen, die Anzahl der Abonnenten fiel auf 10.000, und als Folge wurde ab 1968 der Verkauf im Einzelhandel eingestellt; eine Belieferung erfolgte fortan nur noch an Abonnenten und Direktbesteller. Erstmals wurden ab 1968 auch die Untersuchungsergebnisse mit einem test-Qualitätsurteil („gut“ bis „nicht zufriedenstellend“) bewertet.
Im November 1969 wurde ein Test von Skibindungen veröffentlicht, dabei schnitten drei Bindungen des Herstellers Hannes Marker (heute im Besitz von Völkl) mit „nicht zufriedenstellend“ ab. Das Unternehmen klagte gegen die Untersuchungsergebnisse der Stiftung Warentest bis zum Bundesgerichtshof und unterlag nach einem langen Rechtsstreit 1975.
Um die Bekanntheit der Testergebnisse zu steigern, wurden ab 1968 die Untersuchungsergebnisse der Stiftung Warentest anderen Zeitungs- und Zeitschriftenverlagen kostenlos zur Verfügung gestellt. Das Konzept ging auf, und ab 1970 wurde der Verkauf der test-Zeitschrift im Handel wieder aufgenommen. Die Bekanntheit wurde auch durch spektakuläre Aktionen gesteigert, zum Beispiel, als 1973 aufgrund der überwiegend schlechten Untersuchungsergebnisse insbesondere in Bezug auf die Sicherheit von Kinderwagen die Redaktion der test-Zeitschrift auf ungewöhnliche Weise diese auf dem Kurfürstendamm in Berlin als lebendige Testtabelle präsentierte.
Nach der Katastrophe von Heysel 1985 untersuchte die Stiftung Warentest auch die baulichen Verhältnisse und die Sicherheit von 18 Fußball-Bundesligastadien. Dabei wurden acht Stadien als „sehr bedenklich“ eingestuft, worüber unter anderem auch die Tagesschau berichtete.
1988 klagte ein Hersteller von Komposthäckslern vor dem Bundesgerichtshof gegen die Stiftung Warentest, da diese höhere Sicherheitsanforderungen stellte als die übliche DIN-Norm. Der Bundesgerichtshof entschied zugunsten der Stiftung, da es auch ihre Aufgabe sei, auf Mängel der DIN-Normen hinzuweisen.
Seit November 1997 sind die Stiftung Warentest und ihre Zeitschriften auch im Internet unter test.de vertreten.
Nach dem Koalitionsvertrag zur großen Koalition 2013 soll die Stiftung Datenschutz in die Stiftung Warentest integriert werden.

### Aufgaben und Bedeutung
Zu ihren Aufgaben zählt einerseits der Vergleich von objektivierbaren Merkmalen des Nutzwertes, Gebrauchswertes und der Umweltverträglichkeit, andererseits die Information des Verbrauchers über wirtschaftliche Haushaltsführung sowie gesundheits- und umweltbewusstes Verhalten.
Durch den hohen Bekanntheitsgrad hat die Stiftung mit ihren Bewertungen einen signifikanten Einfluss auf das Kaufverhalten der Verbraucher. Gute Bewertungen der Stiftung Warentest nehmen oft einen prominenten Platz in der Werbung oder auf Verpackungen ein. Andererseits führen schlechte Bewertungen immer wieder zu Absatzeinbrüchen und Schadensersatzklagen durch die Hersteller – nach Angaben der Stiftung durchschnittlich zehnmal jährlich, wobei sie die meisten davon gewonnen hat und noch nie rechtskräftig zu Schadensersatz verurteilt wurde.
Die monatliche Zeitschrift Öko-Test ist, trotz der Namensähnlichkeit, keine Publikation der Stiftung Warentest, sondern vielmehr ein Konkurrent, an dem die Deutsche Druck- und Verlagsgesellschaft beteiligt ist.
Die Stiftung Warentest veranstaltet seit 1979 den Schülerwettbewerb Jugend testet, um bei Jugendlichen den kritischen Umgang mit Waren, Dienstleistungen und Werbung zu fördern.

### Finanzierung
Die Stiftung Warentest finanziert sich durch den Verkauf ihrer Zeitschriften „test“ (Auflage: im Jahresdurchschnitt 351.000 Exemplare) und „Stiftung Warentest Finanzen“ (211.000), den Verkauf von Büchern, wie zum Beispiel dem Handbuch Medikamente oder dem Aroma-Buch, und Sonderpublikationen, Werbelizenzen, durch Testergebnisse im Internet auf test.de und durch Zuwendungen der Stifterin. Im Jahr 2021 lagen die Einnahmen bei rund 63,7 Millionen Euro, davon 1,9 Millionen Euro von der Stifterin. Diese sollen als Ausgleich dafür dienen, dass keine Einnahmen durch Werbeanzeigen in ihren Publikationen erzielt werden dürfen, da diese Anzeigen die Stiftung in ein Abhängigkeitsverhältnis zu einem Anbieter bringen könnten. Die Stiftung dementiert eine Abhängigkeit ihrer Ergebnisse von den öffentlichen Mitteln, da sie den Großteil ihres Etats selbst erwirtschaftet.
2009 beschloss die Bundesregierung, die jährlichen Zuwendungen zu kürzen und gleichzeitig das Stiftungskapital um 50 Millionen Euro zu erhöhen.
Im Jahr 2012 hat die Stiftung das einzige Mal in ihrer Geschichte rote Zahlen geschrieben. Der Fehlbetrag von 1,2 Millionen Euro kam vor allen Dingen durch eine niedrigere Verzinsung des Stiftungskapitals zustande.
Um die Unabhängigkeit der Stiftung weiterhin zu sichern, wurde von der Bundesregierung in den Haushaltsjahren 2016 und 2017 das Stiftungskapital der Stiftung Warentest um insgesamt 100 Millionen auf 175 Millionen Euro aufgestockt.
Seit dem Jahr 2024 erhält die Stiftung Warentest keine jährlichen Zuwendungen vom Bund mehr.

### Organisation
Die rechtsfähige und selbstständige Stiftung Warentest ist satzungsgemäß mit den drei Stiftungsorganen Vorstand, Verwaltungsrat und Kuratorium ausgestattet und hat ihren Sitz in Berlin. Die Stiftungsaufsicht liegt bei der Berliner Senatsverwaltung für Justiz.

#### Vorstand
Alleinvorstand ist seit dem 1. Januar 2024 Julia Bönisch. Ihre Vorgänger waren von 2012 bis 2023 Hubertus Primus, von 1995 bis 2011 Werner Brinkmann und von 1972 bis 1994 Roland Hüttenrauch (* 1928 bis † 2006). Der erste Vorstandsvorsitzende der Stiftung war 1964 Hans Otto Wesemann. Ein weiteres Mitglied des fünfköpfigen, ehrenamtlich tätigen Vorstands bei der Gründung war Erika Luther.

#### Verwaltungsrat
Der Vorstand wird von einem siebenköpfigen Verwaltungsrat berufen und in seiner Tätigkeit überwacht. Zu den Vorsitzenden des Verwaltungsrates gehörte von 1972 bis 1984 die Politikerin Lucie Beyer. Von 1999 bis 2012 war der Vorsitzende der Rechtswissenschaftler Karl-Heinz Fezer, von 2012 bis 2022 der Wirtschaftswissenschaftler Andreas Oehler von der Universität Bamberg. Von Mai 2022 bis April 2024 hatte Isabel Rothe, Präsidentin der Bundesanstalt für Arbeitsschutz und Arbeitsmedizin, den Vorsitz inne. Seit April 2024 steht Barbara Brandstetter, Professorin für Wirtschaftsjournalismus an der Hochschule Neu-Ulm, an der Spitze des Verwaltungsrats.
Zu den weiteren Verwaltungsratsmitgliedern zählen:
- Dieter Lehmann (Volkswagenstiftung)
- Ramona Pop (Vorständin Verbraucherzentrale Bundesverband)
- Tanjev Schultz (Professor für Journalistik an der Johannes Gutenberg-Universität Mainz)
- Matthias Spielkamp (Geschäftsführer der Organisation AlgorithmWatch)
- Michael Stephan (DIN e. V.)
- Lina Timm (Geschäftsführerin Medien.Bayern GmbH)

Zu weiteren ehemaligen Verwaltungsräten zählen:
- Gerd Billen
- Manfred Hennecke
- Maria Krautzberger
- Günter Müchler
- Edda Müller
- Helmut Reihlen, Vorsitzender von 1984 bis 1993
- Lucia Reisch
- Volker Wolff

#### Kuratorium
Vorstand und Verwaltungsrat werden von einem 18-köpfigen Kuratorium in allen grundsätzlichen Fragen beraten. Es besteht zu je einem Drittel aus Interessenvertretern der Wirtschaftsverbände, der Verbraucherschutzorganisationen sowie der Sachverständigenbehörden.
Zum Kuratorium gehören unter anderem folgende Personen:
- Lukas Siebenkotten
- Wolfgang Schuldzinski

Im Kuratorium haben unter anderem folgende Personen mitgewirkt:
- Werner Brinkmann (später Vorstand der Stiftung Warentest)
- Thea Brünner
- Jörg Freiherr Frank von Fürstenwerth
- Rainer Grießhammer
- Herbert Kubicek
- Klaus Müller
- Franz-Georg Rips
- Friedrich Wilhelm Schwartz
- Reiner Wittkowski

#### Operative Struktur
Die Stiftung Warentest hat sich zum 1. Januar 2012 eine neue Struktur gegeben. So gibt es nicht mehr getrennte Redaktionen und Untersuchungsabteilungen, sondern Thementeams, die für die Zeitschriften test und Finanztest sowie die Webseite test.de publizieren.
Chefredakteure
test:
- Hans-Dieter Lösenbeck (1966 bis 1999)
- Hubertus Primus (1999 bis 2011)
- Anita Stocker (2012 bis 2021)
- Isabella Eigner (seit 2021)

Stiftung Warentest Finanzen (ehemals Finanztest):
- Werner W. Klingberg (1991)
- Hans-Dieter Lösenbeck (1992 bis 1993)
- Hubertus Primus (1993 bis 1999)
- Hermann-Josef Tenhagen (1999 bis 2014)
- Heinz Landwehr (2015 bis 2021)
- Matthias Thieme (seit 2021)

### Kooperationen

#### Gemeinschaftstests
Internationale Gemeinschaftstests werden als vergleichende Warentests in der Regel mit der Dachorganisation International Consumer Research & Testing (ICRT) in London und meist unter der Federführung der Stiftung Warentest durchgeführt.

#### Partnerorganisationen
- Österreich: Verein für Konsumenteninformation (VKI) in Wien
- Schweiz:
  - Fédération romande des consommateurs in Lausanne
  - Stiftung für Konsumentenschutz in Bern

- Belgien: Test Achats / EuroConsumer in Brüssel
- Frankreich: Union fédérale des consommateurs in Paris
- Großbritannien: Which? in London
- Niederlande: Consumentenbond in Den Haag
- Vereinigte Staaten: Consumer Reports in Yonkers

#### Nationale Kooperationen
- Auswertungs- und Informationsdienst für Ernährung, Landwirtschaft und Forsten in Bonn
- Bundesinstitut für Risikobewertung (BfR) in Berlin[17]
- Deutsches Institut für Normung (DIN) in Berlin, unter anderem im Verbraucherrat des DIN
- Deutsche Kommission für Elektrotechnik, Elektronik und Informationstechnik (DKE) in Frankfurt am Main
- Deutsche Lebensmittelbuch-Kommission
- RAL Deutsches Institut für Gütesicherung und Kennzeichnung in Bonn
- Umweltbundesamt (UBA) in Dessau
- Verbraucherzentrale Bundesverband (vzbv) in Berlin
- Versicherungsombudsmann

#### Internationale Kooperationen
EU-Institutionen:
- Griechenland: Europäische Agentur für Netz- und Informationssicherheit (ENISA) in Iraklio

Nichtregierungsorganisationen:
- Belgien: Europäischer Verbraucherverband (Bureau Européen des Unions de Consommateurs, BEUC) in Brüssel
- Großbritannien: Consumers International (CI) in London
- Russland: Stiftung Verbraucherzentralen für unabhängige Qualitätsprüfungen beim Russischen Verbraucherverband

## Testarbeit
Die Stiftung Warentest führt jährlich über 200 vergleichende Warentests und Dienstleistungsuntersuchungen aus fast allen Bereichen des täglichen Lebens durch, deren Methodik sie in Deutschland entwickelt hat. Darüber hinaus werden für die Rubrik Neu auf dem Markt neuartige Produkte untersucht und veröffentlicht. Seit 2002 werden wöchentlich Aktionswarenangebote vorwiegend von Lebensmitteldiscountern untersucht und zeitnah online veröffentlicht. Seit 2004 werden bei ausgewählten Tests auch Aspekte der sozialen Unternehmensverantwortung (Corporate Social Responsibility, CSR) bei den Untersuchungen berücksichtigt. In der Online-Datenbank „Medikamente im Test“ finden sich Informationen zu über 9000 Arzneimitteln und 175 Anwendungsgebieten.
Die Stiftung Warentest beschäftigt Marktforscher und wissenschaftliche Mitarbeiter, die für die Marktauswahl und die Durchführung der Tests verantwortlich sind. Jedes Untersuchungsvorhaben wird satzungsgemäß mit dem Kuratorium abgestimmt und in einem Fachbeirat mit externen Vertretern der Verbraucher, der anbietenden Wirtschaft und neutralen Sachverständigen diskutiert. Die Untersuchungen werden nicht durch Mitarbeiter der Stiftung Warentest durchgeführt, sondern weltweit an externe, neutrale Prüfinstitute vergeben. Die Prüfmuster werden anonym im Handel erworben und nicht als Vorserienmodelle oder Prototypen von den Anbietern zur Verfügung gestellt. Die objektiven Prüfergebnisse werden nach der Prüfung und Auswertung durch die Stiftung Warentest und vor der Veröffentlichung an die Anbieter zur Kontrolle und Stellungnahme übermittelt. Redakteure bringen die Testergebnisse in eine lesbare Form. Eine Reihe von Verifizierern ist damit betraut, die Übereinstimmung der Veröffentlichungen mit den Testergebnissen zu überwachen. Neben objektiven Messungen und Erhebungen werden auch häufig subjektive Urteile von geeigneten Testpersonen in die Bewertung von Produkten einbezogen, wie zum Beispiel beim Prüfpunkt „Handhabung“.
Die rund 1600 Produkte, die jedes Jahr für die Tests gekauft werden, kommen, wenn sie das Testverfahren ohne Mängel überstanden haben, viermal jährlich in Berlin zur Versteigerung.
Bisher hat die Stiftung mehr als 6500 Warentests sowie über 4100 Dienstleistungstests und Marktübersichten veröffentlicht (Stand: April 2024).

### Testergebnisse auf der Website
Die Webseite der Stiftung Warentest enthält alle Testergebnisse der Stiftung zurückreichend bis Anfang 1998. Dazu aktuelle Meldungen (Rückrufaktionen zum Beispiel von Akkus, neue Gerichtsurteile, Produkte, Tarife und Angebote, Tests von Aktionsware), umfangreiche Online-Specials, interaktive Rechner und von acht bis zehn Tests pro Monat eine kostenlose Kurzfassung. Der Abruf dieser Detailergebnisse kostet in der Regel zwischen 75 Cent und 3 Euro, umfangreiche Produktdatenbanken (zum Beispiel Autokindersitze, Camcorder, Digitalkameras, Fernseher, Handys, Investmentfonds, Krankenkassen, Medikamente, Staubsauger, Matratzen, Zinsen) kosten maximal 5 Euro.
Bis 2012 konnten Benutzer im kostenpflichtigen Bereich unter „Mein Urteil“ die Gewichtung der einzelnen Prüfpunkte nach ihren Bedürfnissen gewichten und sich so einen „individuellen Testsieger“ ermitteln. Im Jahr 2012 wurde diese Funktion durch erweiterte Sortier- und Filterfunktionen ersetzt.

### Bedeutung der Bewertungsnote
Die aus der Bewertung resultierende Zahl wird nach dem Schema Schulnoten in Deutschland einer Qualitätskategorie zugeordnet:
- 0,5–1,5: sehr gut
- 1,6–2,5: gut
- 2,6–3,5: befriedigend
- 3,6–4,5: ausreichend
- 4,6–5,5: mangelhaft

### Produktauswahl
Ein Problem der Produkttests besteht darin, dass nie alle auf dem Markt befindlichen Produkte in einen Test einbezogen werden können, sondern eine Auswahl aufgrund von Marktrelevanz oder Produkteigenschaften getroffen werden muss. Das Angebot im Geschäft ist daher wesentlich unübersichtlicher als in einer Testveröffentlichung. Die Stiftung Warentest versucht diesem grundsätzlichen Dilemma zu begegnen, indem sie einerseits die verkaufshäufigsten Produkte in einen Test einbezieht und andererseits im Internet sogenannte Produktfinder anbietet, die mehrere Tests einer Produktkategorie in einer Datenbank zusammenfassen und so häufig auf mehrere hundert getestete Modelle kommen.

### Werbung mit Testergebnissen
Lizenzen

2012 erwirtschaftete die Stiftung erstmals einen Verlust, zuvor kürzte das Verbraucherschutzministerium die Zuwendungen an die Stiftung. Um die Einnahmen zu erhöhen, führte die Stiftung im Juli 2013 ein Lizenzsystem ein. Seitdem ist die Werbung mit Testergebnissen der Stiftung Warentest kostenpflichtig. Die Preisspanne reicht von netto 8500 Euro für Werbung auf dem Produkt und in Medien außer Kino oder TV für ein Jahr, bis zu 33.000 Euro für zwei Jahre in allen Medien. Vor Juli 2013 wurden lediglich 500 Euro Bearbeitungsgebühr fällig. Dieser Schritt war kontrovers. Die Frankfurter Rundschau etwa hob die Integrität der Stiftung hervor und äußerte Bedenken, das Lizenzsystem reduziere durch die Unternehmenseinnahmen die Unabhängigkeit der Stiftung.
Mit der Lizenzvergabe hat die Stiftung Warentest das gemeinnützige Unternehmen RAL Deutsches Institut für Gütesicherung und Kennzeichnung beauftragt.
Logos
Seit Februar 2025 verwendet die Stiftung ein neues, vereinheitlichtes Logo für alle Bereiche in einer gemeinsamen Farbe. Das Logo wurde auf Basis der neuen Schriftart "The Best" entwickelt, welche bereits August 2024 als neue Hausschrift eingeführt wurde. Es ersetzt das alte Logo mit einem modifizierten Font auf Grundlage von Univers Next.

Aktuelles Logo der Stiftung Warentest
(Stand Februar 2025)

Von 2008 bis 2025 wurden die Publikationen und die Logos für die Werbung mit Testergebnissen der Stiftung Warentest mit den folgenden einheitlichen Wort-Bild-Marken-Symbolen gekennzeichnet.

Logo der Stiftung Warentest bis 2025[27]
Logo der Zeitschrift test bis 2025[28]
Logo der Zeitschrift Finanztest bis 2025[29]
Logo des Online-Auftritts test.de bis 2025[30]

## Kritik an Tests
Erfolgreiche Klagen der Hersteller gegen die Stiftung Warentest sind eine Ausnahme, einige Hersteller wehrten sich jedoch erfolgreich gegen eine Abwertung ihrer Produkte. Ritter Sport erwirkte im September 2014 letztinstanzlich eine einstweilige Verfügung gegen die Stiftung Warentest. Stiftung Warentest hatte deren „Voll-Nuss“-Schokoladentafel abgewertet, weil in der Schokolade der Aromastoff Piperonal nachgewiesen wurde und entgegen der Werbung dieser nicht natürlich hergestellt worden sei. Ritter Sport verwies hingegen vor Gericht erfolgreich auf eine Garantieerklärung des Aromen-Zulieferers Symrise, nach der es sich doch um natürliches Aroma handele. Das Landgericht Mannheim gab 2008 einem Antrag der Andechser Molkerei statt, die mangelhafte Bewertung anhand des Gehalts von Milchsäurebakterien im Endprodukt sei nicht gerechtfertigt (AZ 2 O 230/08).
Das WDR-Verbrauchermagazin und die Süddeutsche Zeitung berichteten 2014, dass bei vom ADAC für Stiftung Warentest durchgeführten Reifentests offenbar auch Mitarbeiter der Reifenhersteller, durch die Nutzung von deren Anlagen für die Tests, mitwirkten. Demnach war eine Beeinflussung der Tests möglich, indem Reifenhersteller mit ihrem Wissen die Reifen zuvor für bessere Testergebnisse anpassen. Laut dem ADAC ergaben sich keine Hinweise auf umgesetzte Manipulationen, der nächste Reifentest verschob sich nach dem Bericht und erfolgte nicht beim ADAC.
Das Portal Netzpolitik kritisierte 2017 einen Test der Stiftung zu Mobilfunktarifen. Im Test wurde demnach nicht als Kriterium beachtet, ob die Anbieter auch die Netzneutralität beachten, was laut Netzpolitik enttäuschend für eine Organisation sei, die eigentlich Verbraucheraufklärung betreibt. Die Stiftung Warentest stimmte zu, dass das Thema Netzneutralität in Zukunft mehr zu beachten sei.
Im April 2025 wurde die Stiftung Warentest erstmals in ihrer Geschichte zu Schadensersatz verurteilt. Das Landgericht Frankfurt am Main entschied, dass die Stiftung für fehlerhafte Testergebnisse haftet, die durch ein von ihr beauftragtes Prüfinstitut verursacht wurden. Konkret ging es um einen Testbericht aus dem Jahr 2020, in dem ein Rauchwarnmelder der Firma Pyrexx mit der Note „mangelhaft“ bewertet wurde, da er bei Testbränden angeblich zu spät ausgelöst habe. Pyrexx klagte daraufhin auf Schadensersatz in Höhe von über 7,7 Millionen Euro, da die Bewertung zu erheblichen Umsatzeinbußen geführt habe. Das Gericht stellte fest, dass die Stiftung Warentest auch für Fehler externer Prüfinstitute haftet, wenn sie deren Arbeit nicht ausreichend überwacht.
Die Stiftung Warentest kündigte an, gegen das Urteil Berufung beim Oberlandesgericht Frankfurt einzulegen. Sie argumentiert, dass eine Haftung für externe Prüfinstitute die Durchführung unabhängiger Tests gefährde.

## Veröffentlichungen (Auswahl)
- 40 Jahre Stiftung Warentest, Berlin 2004 (PDF; 8,4 MB).
- 45 Jahre Stiftung Warentest, Berlin 2009 (PDF; 1,3 MB).
- 60 Jahre Stiftung Warentest, Berlin 2024.
- Stiftung Warentest (Hrsg.): test. Jahrbuch für 2025. Stiftung Warentest, Berlin 2024, ISBN 978-3-7471-0820-8 (Zusammenfassungen von über 100 Tests aus dem Jahr 2024).
- Victor Gojdka: Das große Börsenbuch. Stiftung Warentest, Berlin 2025, ISBN 978-3-7471-0681-5.
- Markus Kühn, Stefanie Kühn: Geldanlage für Anfänger. 3., aktualisierte Auflage. Stiftung Warentest, Berlin 2025, ISBN 978-3-7471-0919-9 (mit Stichwortverzeichnis).